# Skyy
Die Band Skyy wurde 1976 in Brooklyn/New York gegründet. Solomon Roberts Jr. war der Betreiber der "Hole in the Ground Studios" (eine 4-Spur Bandmaschine im Keller des Hauses seiner Eltern). Das Studio war die erste Anlaufstelle für viele ambitionierte junge Funk-Bands und Musiker in den späten 1960er Jahren. Regelmäßige Besucher des Studios waren Randy Muller mit seiner Band Dynamic Soul (später Brass Construction), die Crown Heights Affair und B.T. Express.
Im Jahre 1976 gründete Roberts seine erste Band "Fuel", die er 1979 in "Skyy" umbenannte. Die Band wurde von der Plattenfirma Salsoul unter Vertrag genommen und produzierte das selbstbetitelte Debütalbum "Skyy". Die erste Auskopplung "First Time Around" (1979) war bereits ein großer Hit in den R&B Charts (#20) und die erfolgreiche Auskopplung "Call Me" (1981) gelangte sogar in die Pop Charts (#26). Die Musik der Band war in den Clubs der Zeit weit verbreitet und wurde von DJs wie Larry Levan und Frankie Knuckles gespielt.

## Originalbesetzung
- Bonnie Dunning (Gesang)
- Delores Dunning (Gesang)
- Denise Dunning (Gesang)
- Anibal Anthony Sierra (Gitarre)
- Solomon Roberts Jr. (Gitarre)
- Gerald LeBon (Bass)
- Larry Greenberg (Keyboard)
- Tommy McConnel (Schlagzeug)

## Diskografie

### Studioalben
| Jahr | Titel              | Höchstplatzierung, Gesamtwochen, AuszeichnungChartplatzierungen (Jahr, Titel, Platzierungen, Wochen, Auszeichnungen, Anmerkungen) | Höchstplatzierung, Gesamtwochen, AuszeichnungChartplatzierungen (Jahr, Titel, Platzierungen, Wochen, Auszeichnungen, Anmerkungen) | Anmerkungen                         |
| Jahr | Titel              | UK | US | Anmerkungen                         |
| ---- | ------------------ | --- | --- | ----------------------------------- |
| 1979 | Skyy               | — | US117 (9 Wo.)US | Erstveröffentlichung: Mai 1979      |
| 1980 | Skyway             | — | US61 (23 Wo.)US | Erstveröffentlichung: Mai 1980      |
| 1981 | Skyyport           | — | US85 (20 Wo.)US | Erstveröffentlichung: Februar 1981  |
| 1982 | Skyy Line          | — | US18 Gold · (33 Wo.)US | Erstveröffentlichung: März 1982     |
| 1982 | Skyyjammer         | — | US81 (13 Wo.)US | Erstveröffentlichung: Dezember 1982 |
| 1983 | Skyylight          | — | US183 (3 Wo.)US | Erstveröffentlichung: August 1983   |
| 1986 | From the Left Side | UK85 (1 Wo.)UK | — | Erstveröffentlichung: Juni 1986     |
| 1989 | Start of a Romance | — | US155 (5 Wo.)US | Erstveröffentlichung: Juni 1989     |

Weitere Veröffentlichungen
- 1982: Skyy Flyy
- 1984: Skyy High
- 1984: Inner City
- 1987: Greatest Hits
- 1992: Nearer to You
- 1994: Best Of
- 1996: Greatest Hits
- 1997: The Best of
- 2003: The Best
- 2006: The Anthology

### Singles
| Jahr | Titel Album                           | Höchstplatzierung, Gesamtwochen, AuszeichnungChartplatzierungen (Jahr, Titel, Album, Platzierungen, Wochen, Auszeichnungen, Anmerkungen) | Höchstplatzierung, Gesamtwochen, AuszeichnungChartplatzierungen (Jahr, Titel, Album, Platzierungen, Wochen, Auszeichnungen, Anmerkungen) | Anmerkungen                         |
| Jahr | Titel Album                           | UK | US | Anmerkungen                         |
| ---- | ------------------------------------- | --- | --- | ----------------------------------- |
| 1981 | Call Me Skyy Line                     | — | US26 (11 Wo.)US | Erstveröffentlichung: Dezember 1981 |
| 1982 | Let's Celebrate Skyy Line             | UK67 (2 Wo.)UK | — | Erstveröffentlichung: Januar 1982   |
| 1983 | Show Me the Way Skyylight             | UK97 (2 Wo.)UK | — | Erstveröffentlichung: August 1983   |
| 1986 | Givin' It (To You) From the Left Side | UK83 (4 Wo.)UK | — | Erstveröffentlichung: Mai 1986      |
| 1989 | Real Love Start of a Romance          | — | US47 (12 Wo.)US | Erstveröffentlichung: Dezember 1989 |